# Staré Purkartice

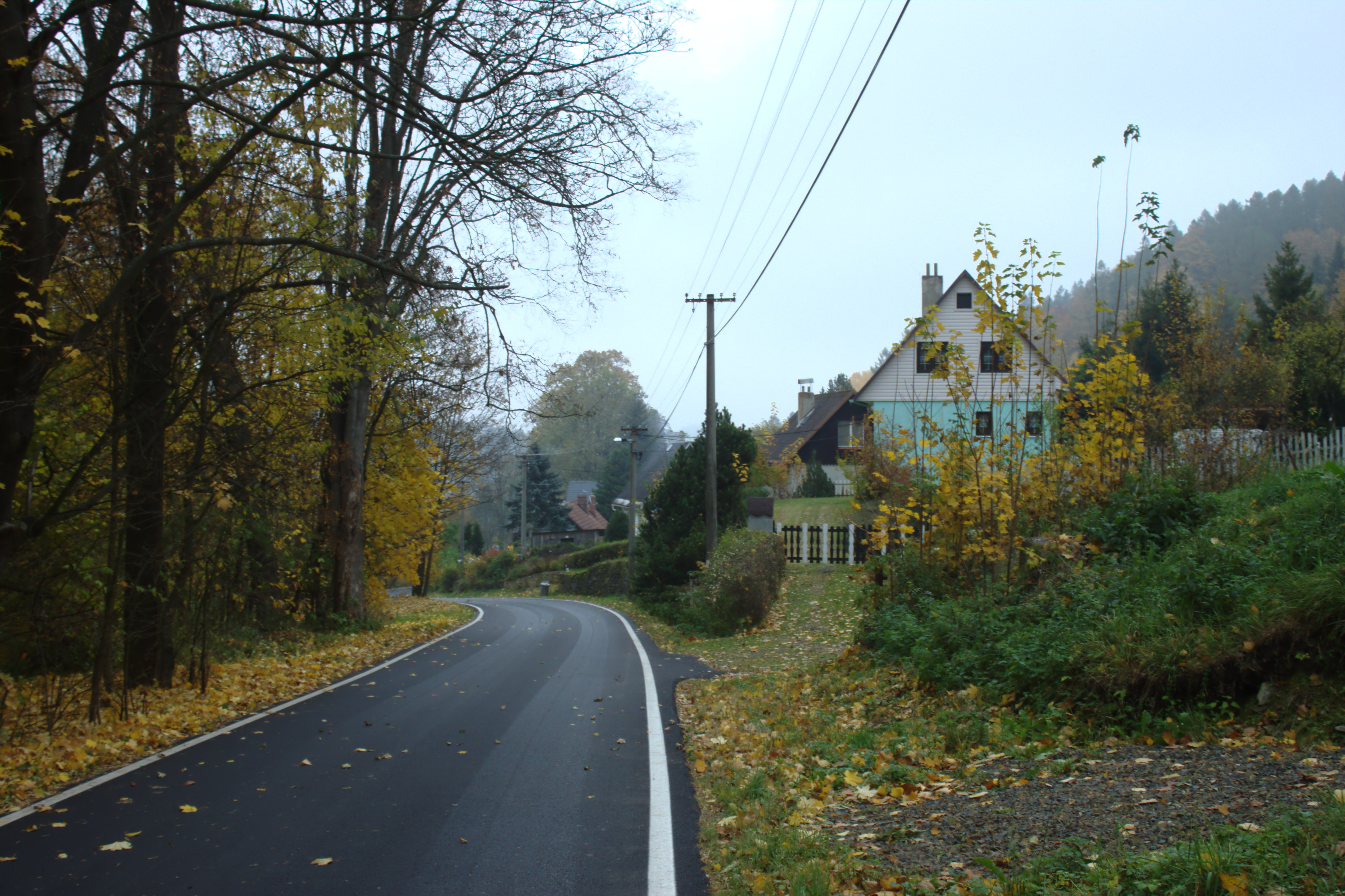
Dorfstraße in Staré Purkartice, 2016

Staré Purkartice (deutsch Alt Bürgersdorf) ist ein Ortsteil der Gemeinde Hošťálkovy im Okres Bruntál in Tschechien. 

## Geografische Lage
Die Ortschaft liegt in Tschechisch-Schlesien, etwa 4,5 km westlich von Hošťálkov.

## Geschichte
Von 1938/39 bis 1945 lag Alt Bürgersdorf im Reichsgau Sudetenland, Landkreis Jägerndorf (Ostsudetenland), Regierungsbezirk Troppau. Hier lebten im Jahre 1940 266 Einwohner. Nach der Vertreibung der größtenteils deutschen Bevölkerung des Ortes nach Ende des Zweiten Weltkrieges verfielen die zwei Kirchen im Ort befindlichen Kirchen. Die evangelische Kirche und die katholische Kirche der Heiligen Dreifaltigkeit wurden letztendlich abgerissen.
2011 lebten im Ort 30 Einwohner.